# Tây Yên (xã)
Tây Yên là một xã thuộc huyện An Biên, tỉnh Kiên Giang, Việt Nam.

## Địa lý
Xã Tây Yên có diện tích 45,78 km², dân số năm 2020 là 13.915 người, mật độ dân số đạt 304 người/km².

## Hành chính
Xã Tây Yên được chia thành 6 ấp: Kênh Xáng, Kinh Dài, Mương Quao, Rạch Cóc, Thứ Nhất, Xẻo Dinh.

## Lịch sử
Sau năm 1975, Tây Yên là một xã thuộc huyện An Biên.
Ngày 17 tháng 2 năm 1979, Hội đồng Chính phủ ban hành Quyết định 50-CP về việc chia xã Tây Yên thành 4 xã lấy tên là xã Hòa Yên, xã Tây Yên, xã Nam Yên và xã Thuận Yên.
Ngày 24 tháng 5 năm 1988, Hội đồng Bộ trưởng ban hành Quyết định 92-HĐBT về việc hợp nhất xã Hòa Yên và xã Tây Yên thành một xã lấy tên là xã Tây Yên.
Ngày 18 tháng 3 năm 1997, Chính phủ ban hành Nghị định số 23-CP về việc thành lập xã Tây Yên A trên cơ sở 3.313 ha diện tích tự nhiên và 10.818 người của xã Tây Yên.
Xã Tây Yên sau khi điều chỉnh địa giới hành chính có 4.458 ha diện tích tự nhiên và 14.374 nhân khẩu.